# Hawkwind
Hawkwind é uma banda britânica de rock, um dos primeiros grupos do space rock. As letras envolvem temas urbanos e de ficção científica - este último tema, inclusive, ocasionalmente teve colaboração com o escritor Michael Moorcock.

## Discografia
A discografia do Hawkwind é longa e complexa; esta lista apenas apresenta os discos principais, assim definidos pela própria banda em seu site oficial, ao lado de projetos solo significantes e lançamentos relacionados. Existem também compilações de material gravado anteriormente e gravações ao vivo, que não foram lançados sob o controle da banda, e que freqüentemente têm seus nomes mudados, o que faz com que o mesmo material seja encontrado sob diversos títulos.
Os discos lançados entre 1970 e 1974 estão disponíveis em CD por serem lançados através da EMI (já que a EVI são os donos eventuais do que era a Libery Records). Esses CDs freqüentemente incluem raridades dessa era. CDs subseqüentes são menos fáceis de serem encontrados devido a mudança constante de gravadora do Hawkwind. Alguns já foram lançados apenas em edições limitadas.
O álbum conceitual Space Ritual e Warrior on the Edge of Time em particular são altamente representativos do estilo do Hawkwind em seu auge de sucesso. O trabalho deles da década de 1980 é bem representados através de Levitation e Chronicle of the Black Sword.

## Álbuns

### Estúdio
- 1970 — Hawkwind
- 1971 — X in Search of Space
- 1972 — Doremi Fasol Latido
- 1974 — Hall of the Mountain Grill
- 1975 — Warrior on the Edge of Time
- 1976 — Astounding Sounds, Amazing Music
- 1977 — Quark, Strangeness and Charm
- 1979 — PXR5
- 1980 — Levitation
- 1981 — Sonic Attack
- 1982 — Church of Hawkwind
- 1982 — Choose Your Masques
- 1985 — The Chronicle of the Black Sword
- 1990 — Space Bandits
- 1992 — Electric Tepee
- 1993 — It Is the Business of the Future to Be Dangerous
- 1995 — White Zone
- 1995 — Alien 4
- 1997 — Distant Horizons
- 1999 — In Your Area
- 2005 — Take Me to Your Leader
- 2006 — Take Me to Your Future
- 2010 — Blood of the Earth
- 2012 — Onward
- 2016 — The Machine Stops
- 2017 — Into the Woods
- 2018 — The Road to Utopia
- 2019 — All Aboard the Skylark
- 2020 — Carnivorous
- 2021 — Somnia
- 2023 — The Future Never Waits
- 2024 — Stories from Time and Space
- 2025 — There Is No Space for Us

### Ao vivo
- 1973 — Space Ritual
- 1980 - Live Seventy Nine
- 1984 - This Is Hawkwind, Do Not Panic
- 1985 - Space Ritual Volume 2
- 1986 - Live Chronicles
- 1991 - Palace Springs
- 1994 - The Business Trip
- 1996 - Love in Space
- 1997 - Hawkwind in Your Area (Meio Estúdio/Meio Ao-vivo)
- 2001 - Yule Ritual
- 2002 - Canterbury Sound Festival 2001
- 2004 - Spaced Out in London
- 2008 - Knights of Space